# Abronia ornelasi
Espèce
Statut de conservation UICN

 DD  : Données insuffisantes
Abronia ornelasi est une espèce de sauriens de la famille des Anguidae.

## Répartition
Cette espèce est endémique d'Oaxaca au Mexique. Elle se rencontre entre 1 500 et 1 600 m d'altitude sur le Cerro Baúl,.

## Étymologie
Cette espèce est nommée en l'honneur de Julio Ornelas Martinez.

## Publication originale
- Campbell, 1984 : A new species of Abronia (Sauria: Anguidae) with comments on the herpetogeography of the highlands of southern Mexico. Herpetologica, vol. 40, no 4, p. 373-381.